# Tore Berger
Tore Berger (ur. 11 listopada 1944 w Asker) – norweski kajakarz. Dwukrotny medalista olimpijski.
Oba medale wywalczył w kajakowych czwórkach. W 1968 w Meksyku zwyciężyła osada w składzie Egil Søby, Steinar Amundsen, Jan Johansen i Berger, cztery lata później ta sama osada wywalczyła brązowy medal. Stawał na podium mistrzostw świata.